# Jean Goujon
|  | No confondre amb Jean Goujon, ciclista francès |

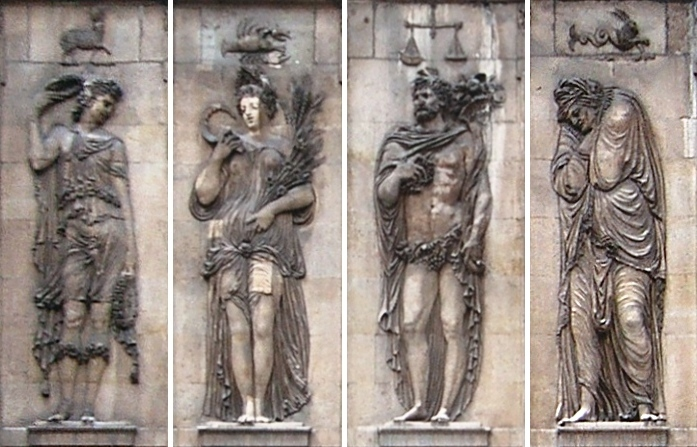
Les Quatre Estacions.

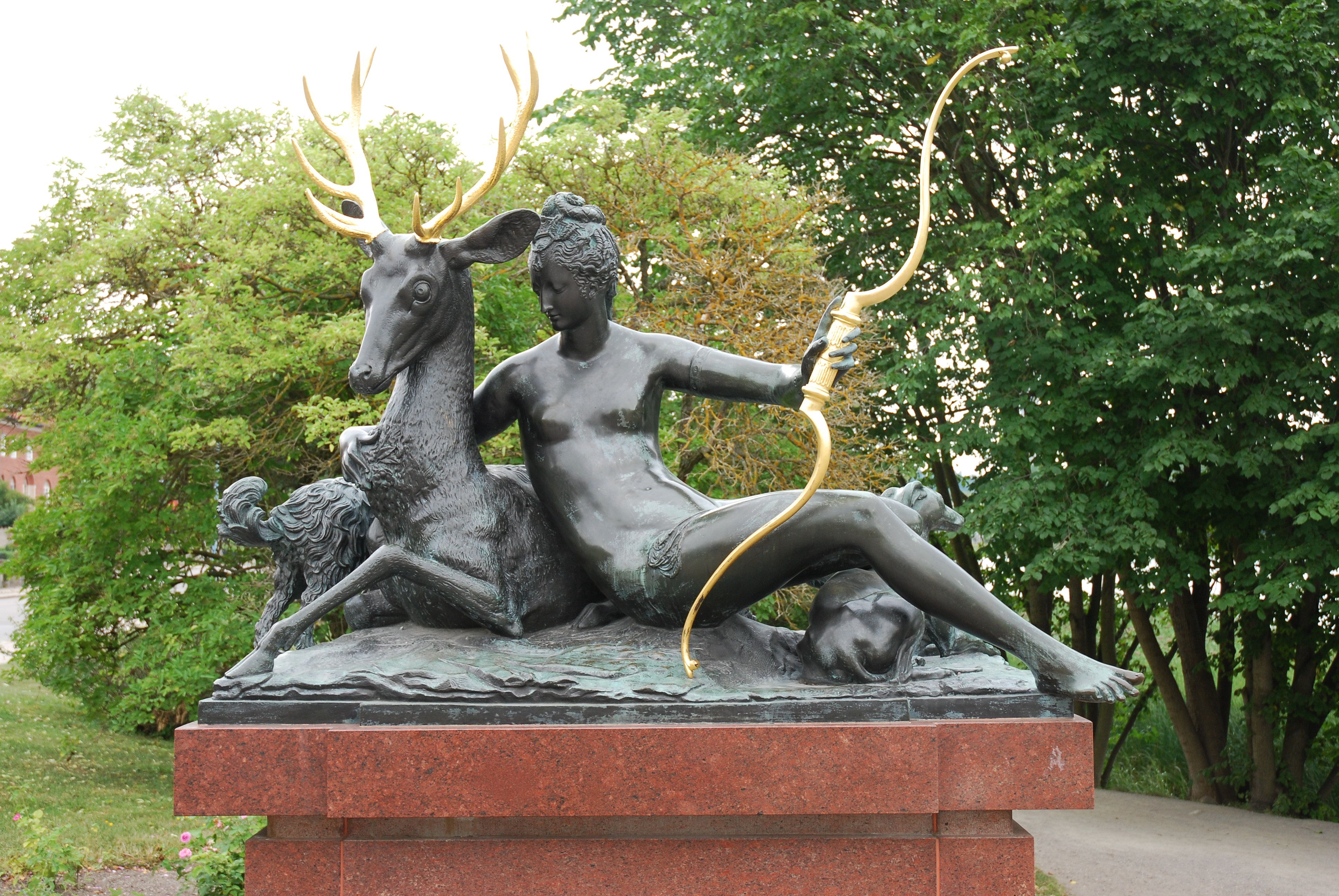
Diana recolzada sobre un cérvol, Estocolm, Suècia.

Jean Goujon (Normandia?, c. 1510 - Bolonya, c. 1564-1569), fou un escultor i arquitecte francès.
Probablement nascut a Normandia, sembla que hauria visitat Itàlia. De tornada, va treballar primer a la seva terra natal, amb el monument a Louis de Brézé, a la catedral de Rouen, i després va passar a París, on va treballar amb Pierre Lescot. Esdevingué escultor reial el 1547. Les seves obres més notables corresponen a la decoració escultòrica del palau de Louvre, en col·laboració amb Lescot: la font dels innocents (1547-1550), Les cariàtides (1550-1551) i Les al·legories per a la façana del Louvre.
Representant del manierisme, les seves figures són estilitzades i sensuals.
Una obra atribuïda tradicionalment a aquest autor, la Diana recolzada sobre un cérvol (1549), encomanada per l'amant del rei, Diane de Poitiers per al castell d'Anet, està en qüestió. Alguns estudiosos consideren que en realitat és obra d'un altre escultor contemporani de Goujon, Germain Pilon.
S'ignora la data de la mort de Jean Goujon. Una llegenda afirmava que havia estat assassinat a la matança de Sant Bartomeu, però estudis recents han demostrat que va fugir a Itàlia, com molts altres refugiats protestants que van anar a viure a Bolonya. La data de mort se situa entre 1562 i 1567.